# スポーツアコードワールドコンバットゲームズ
ワールドコンバットゲームズ (世界武道・格闘技大会、中国語:世界武搏运动会、英語: World Combat Games) とは、スポーツアコード（旧略称GAISF）が主催する、各種の格闘技の総合競技大会である。3年ごとに開催される。第1回は2010年北京で開催された。
北京で開催された、2008年北京オリンピック、同年の第1回世界智力运动会（世界頭脳オリンピック、ワールドマインドスポーツゲームズ）に次ぐイベントである。もちろん、首届世界武搏运动会で使用した施設のほぼすべてが北京五輪で使った施設であった。
後述の2017年大会が中止されたのち、カザフスタンのアスタナで開催予定であった2021年大会も新型コロナウイルスのため中止となっていたが、2023年にサウジアラビアのリヤドで10年ぶりに開催されることが決まった。

## 大使
大会普及のため、各競技ごとに、著名人を「大使」として任命し、広報活動を委託している。主な大使は次の通り。
- サンボ - エメリヤーエンコ・ヒョードル　（60億分の1の男）
- レスリング - ルーロン・ガードナー（13年無敗だったアレクサンドル・カレリンを破る）
- ヨーロピアン柔術 - ベルトラン・アモーゾ （PRIDE 武士道 -其の参-参戦）
- キックボクシング - ドン・星野・ウィルソン（マーシャルアーツでベニー・ユキーデを凌ぐスーパースター）
- 中国武術 - ジェット・リー（李連杰）
- 相撲 - 旭鷲山（モンゴル国大統領特別補佐官・国会議員。元小結）
- ムエタイ - ガヴィントラー・ポーティジャック（2008年ミス・ユニバース世界大会出場の美女）
- 空手 - 劉衛流龍鳳会会長・佐久本嗣男教士（ワールドゲームズ7連覇、ギネスブック記録）
- 剣道 - 武安義光（全日本剣道連盟会長）
- 合気道 - 植芝充央（合気会本部道場長）

## 実施競技

### 2010年大会
- パンクラチオン
- グラップリング
- 合気道
- 剣道
- キックボクシング
- ムエタイ
- レスリング
- ボクシング
- 柔道
- テコンドー
- サンボ
- 空手
- 相撲
- 中国武術
- ヨーロピアン柔術

合気道では試合はない。演武のみ。

### 2013年大会
- 合気道
- 剣道
- キックボクシング
- ムエタイ
- レスリング
- ボクシング
- 柔道
- テコンドー
- サンボ
- 空手
- 相撲
- 中国武術
- ヨーロピアン柔術
- フェンシング
- サバット

前回大会からパンクラチオンとグラップリングが除外され、フェンシングとサバットが追加された。

## 大会一覧
| 回 | 年     | 期間            | 開催都市             | 開催国         |
| -- | ------ | --------------- | -------------------- | -------------- |
| 1  | 2010年 | 8月28日～9月4日 | 北京                 | 中国           |
| 2  | 2013年 | 10月19日～26日  | サンクトペテルブルク | ロシア         |
| 3  | 2023年 |                 | リヤド               | サウジアラビア |

### ハイライト

#### 第1回
| 順 | 国・地域     | 金 | 銀 | 銅 | 計 |
| -- | ------------ | -- | -- | -- | -- |
| 1  | ロシア       | 18 | 11 | 10 | 39 |
| 2  | 中国（主催） | 15 | 3  | 13 | 31 |
| 3  | ウクライナ   | 7  | 5  | 11 | 23 |
| 4  | フランス     | 7  | 5  | 8  | 20 |
| 5  | イタリア     | 7  | 1  | 5  | 13 |
| 6  | 日本         | 6  | 12 | 7  | 25 |

上位6か国のみ掲載。以下の順位では獲得メダル数ががたっと減る。
- 中国・北京で2010年8-9月開催。
- 106か国・地域が参加した。
- オリンピックと同じく聖火ランナーがいた。
- その聖火ランナーとはエメリヤーエンコ・ヒョードルであった 。サンボのデモンストレーターも務めた。
- 開会式に武術もの映画俳優で知られるジェット・リー（李連杰）とジャッキー・チェンが登場。
- ボクシング、キックボクシングとムエタイは、日本で盛んであるにもかかわらず、日本代表を送らなかった。
- この大会の直後に世界柔道選手権大会が開催された関係上、各国とも柔道の第一線選手は世界選手権に出場して今大会には出場しなかったが、地元中国の女子は世界選手権にも出場した秦茜や劉歓縁など一線級を出場させた。

##### サンボ
- エメリヤーエンコ・アレキサンダー（PRIDE常連。ヒョードル弟）が準優勝。決勝でアレキを下したのは強豪のステファン・ヤノシュ。ヒョードルは2008年11月のコンバットサンボ世界選手権でブラゴイ・アレクサンドル・イワノフ（戦極 〜第九陣〜で藤田和之を破る）に敗れているが、その大会でイワノフと決勝で当たったのがヤノシュであった。
- 塩田さやか（アベアニ・コンバットクラブ） -　当種目（サンボ）に参戦した唯一の日本人。 ブラジリアン柔術では2007年アブダビ・コンバットクラブ優勝など輝かしい実績を持っている。女子56kg級出場。2008年サンボ世界選手権3位入賞の実績によりシードされるも敗退。

##### パンクラチオン
80kg級に出場した世界王者（世界選手権優勝者）山田崇太郎（SRC育成選手、Brave）が4位。90kg級で白井正良が8位。

##### グラップリング
タカ・クノウがノーギ90kgで5位、白井正良がノーギ90kgで8位。

##### 中国武術
- 市来崎大祐（男子長拳、大阪府武術太極拳連盟）、森本しずか（女子剣槍総合）、宮岡愛（女子太極拳・太極剣、神奈川県武術太極拳連盟）がそれぞれ銀メダル。

##### 相撲
- 上田幸佳（鳥取城北高校3年）が女子重量級で銀メダル。
- 伊東良（日体大大学院）が男子無差別級で金メダル。
- 田中大陽（摂津倉庫）が男子無差別級と男子重量級でそれぞれ銀メダル。
- 女子の岩井珠実（岐阜木曜クラブ）が出場。

##### レスリング
- 松川知華子（女子55kg級、ジャパンビバレッジ）と鈴木博恵（女子67kg級、立命館大学）が銀メダル。

##### 柔道
- 百瀬優（国士舘大学）が男子無差別で金メダル、白石のどか（フォーリーフジャパン）が女子無差別で銀メダルをそれぞれ獲得した。

##### 剣道
内村良一（警視庁）、古川和男（東海大学付属第四高等学校教）、小津野（旧姓坪田）祐佳（岡山県警察）、村山千夏（埼玉県警察）が金メダル。

##### 合気道
合気会が師範を派遣して演武。

#### 第2回
| 順 | 国・地域     | 金 | 銀 | 銅 | 計 |
| -- | ------------ | -- | -- | -- | -- |
| 1  | ロシア(主催) | 47 | 20 | 26 | 93 |
| 2  | フランス     | 12 | 8  | 9  | 29 |
| 3  | 日本         | 11 | 5  | 4  | 20 |
| 4  | イラン       | 6  | 4  | 7  | 17 |
| 5  | 中国         | 5  | 6  | 6  | 17 |
| 6  | ウクライナ   | 4  | 16 | 14 | 34 |

上位6か国のみ掲載。
- ロシア・サンクトペテルブルクで2013年10月19日～26日に開催された。

- 前回大会で実施されたパンクラチオンとグラップリングが除外され、フェンシングとサバットが実施された。

- サバットでは、男子コンバ で高橋圭介,南澤玄樹が。

女子アソーでは原万里子,梅田留美 が日本から参加した。

#### 第3回
2017年の第3回大会はペルーのリマで開催予定だった。しかしながら、2015年4月のスポーツアコード総会で会長のマリウス・ビゼールが、IOC会長のトーマス・バッハが進めるオリンピック改革を批判したことから、今大会に参加しているボクシングやレスリングの競技団体などがスポーツアコードとの関係を一時停止する事態となった。それを受けて、5月にペルー・オリンピック委員会は大会開催の辞退を表明した。

### 2010年大会
- 首届大会HP
- 首届大会Youtube
- 森村, 陽子 (2010年8月24日). “第1回コンバットゲームズに出場、岐阜の消防士・岩井さん”. 中日新聞・岐阜版
- 近藤, 幸夫 (2010年8月31日). “「第1回スポーツアコード・コンバット・ゲームズ」に山田崇太郎が出場”. asahi.com (朝日新聞社)
- “「スポーツ・アコード・コンバット・ゲーム2010」”. dongA.com (東亜日報社). (2010年9月1日)
- パク, ウォンス (2010年9月2日). “「スポーツアコード・コンバット・ゲームズ」”. chosun online (朝鮮日報社)

### 2013年大会
- 公益財団法人全日本空手道連盟
- 公益財団法人全日本柔道連盟
- 公益財団法人日本相撲連盟